# برادلي غريغ
برادلي غريغ (بالإنجليزية: Bradley Gregg)‏ مواليد 8 نوفمبر 1966 في هوليوود، الولايات المتحدة، هو ممثل ومخرج ومنتج أمريكي بدأ مسيرته الفنية سنة 1979.

## الأعمال
- إنديانا جونز والحملة الأخيرة
- الملك الصياد
- توتشستون بيكشرز

## روابط خارجية
- برادلي غريغ على موقع IMDb (الإنجليزية)
- برادلي غريغ على موقع ألو سيني (الفرنسية)
- برادلي غريغ على موقع أول موفي (الإنجليزية)
- برادلي غريغ على موقع قاعدة بيانات الأفلام السويدية (السويدية)
- برادلي غريغ على موقع قاعدة بيانات الفيلم (الإنجليزية)
- برادلي غريغ على موقع كينوبويسك (الروسية)